# Kok (rivière)
Pour les articles homonymes, voir KOK.
Le Kok (thaï กก) est une rivière de Birmanie et de Thaïlande et un affluent droit du fleuve le Mékong. 

## Géographie

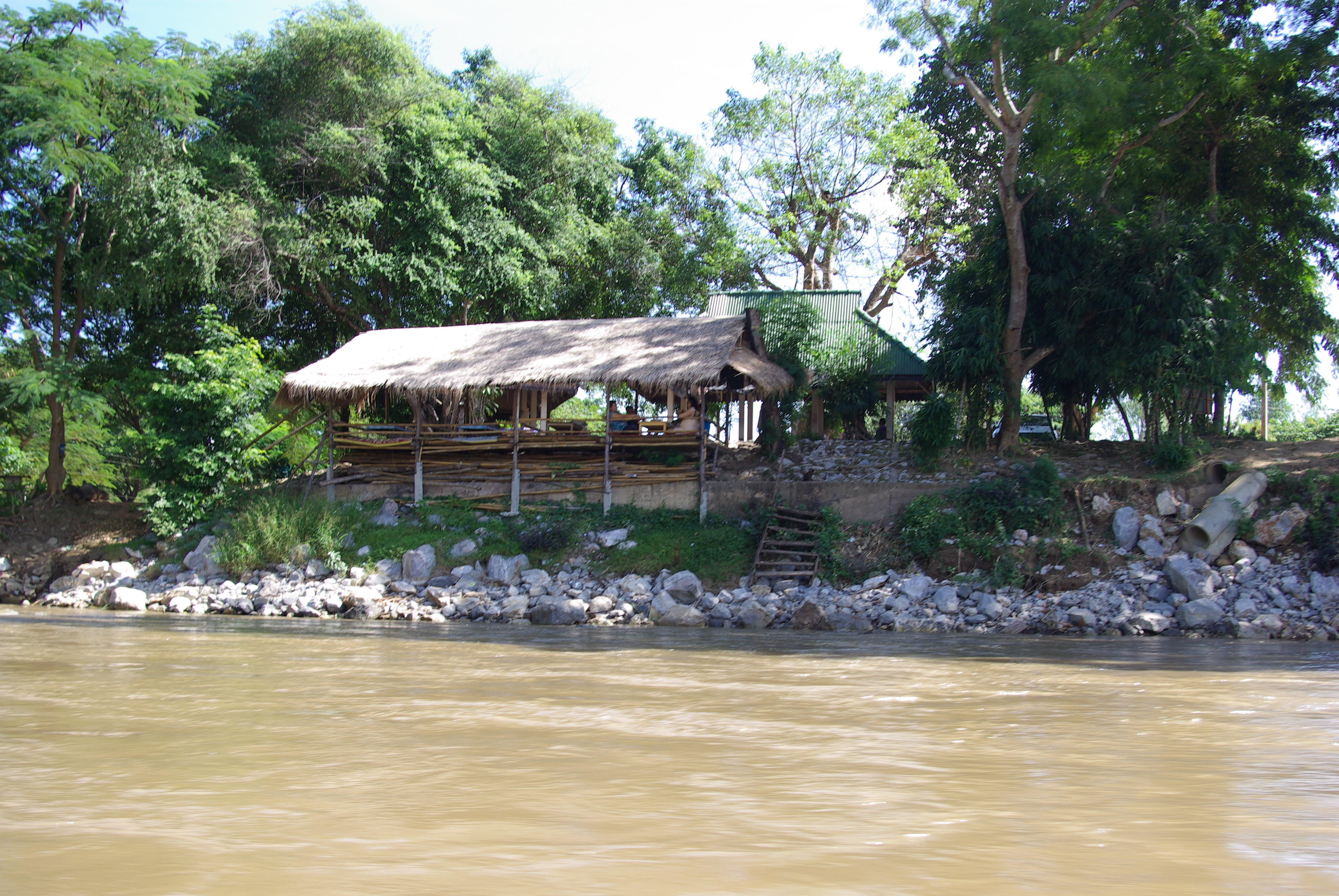
Une construction sur les rives de la rivière kok

De 285 km de longueur[réf. nécessaire], le Kok prend sa source en Birmanie, dans la chaîne montagneuse Daen Lao Range, à l'est de l'État Shan, avant d'entrer en Thaïlande à Tha Ton dans le district de Mae Ai, à la pointe nord de la Province de Chiang Mai, puis de traverser la Province de Chiang Rai, avant de se jeter dans le Mékong en face du Laos.

### Bassin versant
Son bassin versant est de 10 875 km2 de superficie[réf. nécessaire].

## Affluents
- le Lao (rivière thaïlandaise) (en) (rd) 206 km
- le Fang (rd)

## Hydrologie
Son module est de 120 m3/s[Où ?][réf. nécessaire].
Son régime hydrologique est dit pluvial tropical.

## Pollution
En 2025, des études confirment que depuis des années la rivière Kok mais aussi les rivières Sai et Ruak et le fleuve Mékong sont fortement empoisonnés par de l'arsenic et des métaux lourds produits par les mines d'or et de terres rares situées en amont en Birmanie,,,,,,. Cette pollution pourrait nuire à la santé de plus d’un million d’habitants.

## Galerie

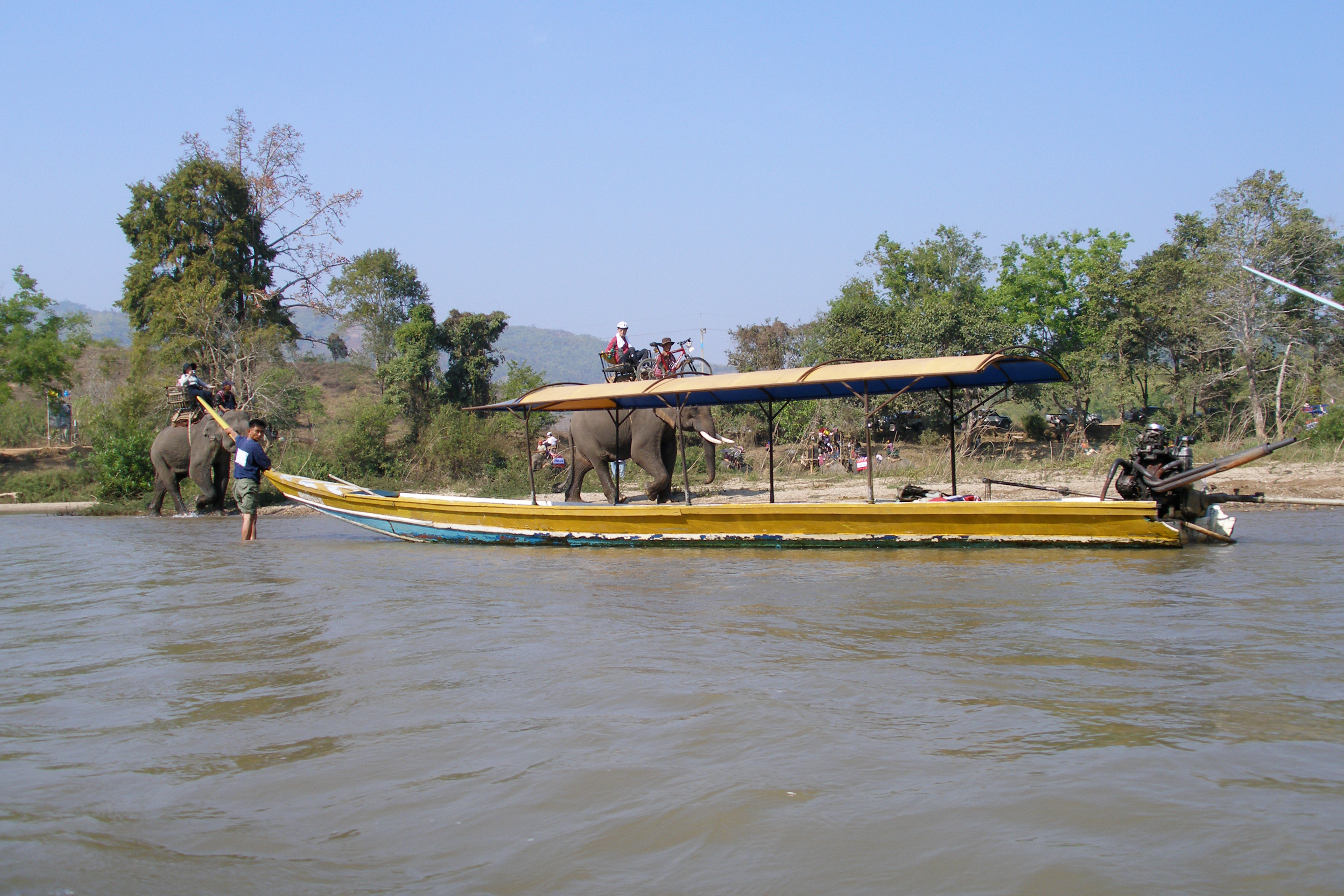
Bateau longue queue et éléphants pour les touristes

Circuit touristique sur la rivière Kok en bateau longue queue, province de Chiang Rai, district de Mueang Chiang Rai
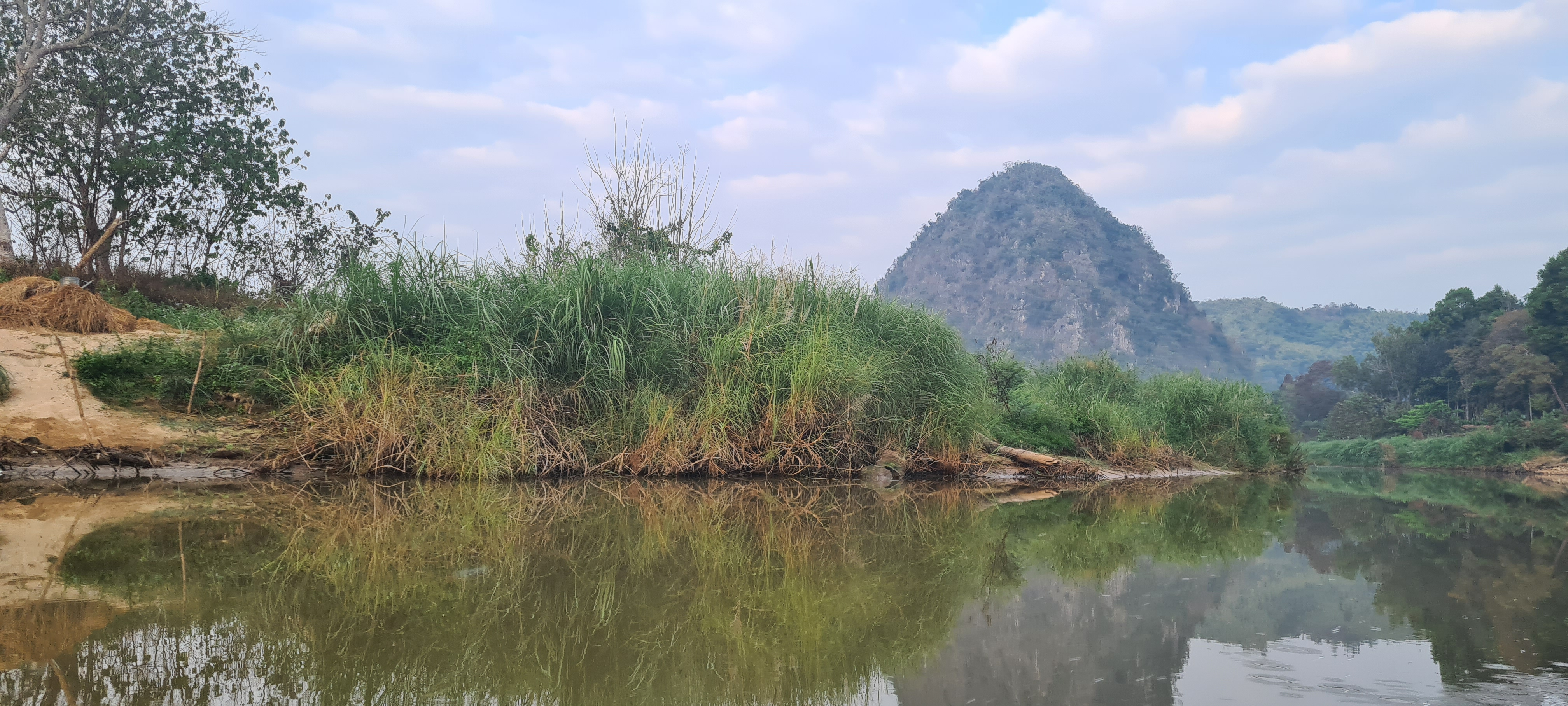
Berge couverte d'herbes hautes et formation karstique (colline en forme de cône)
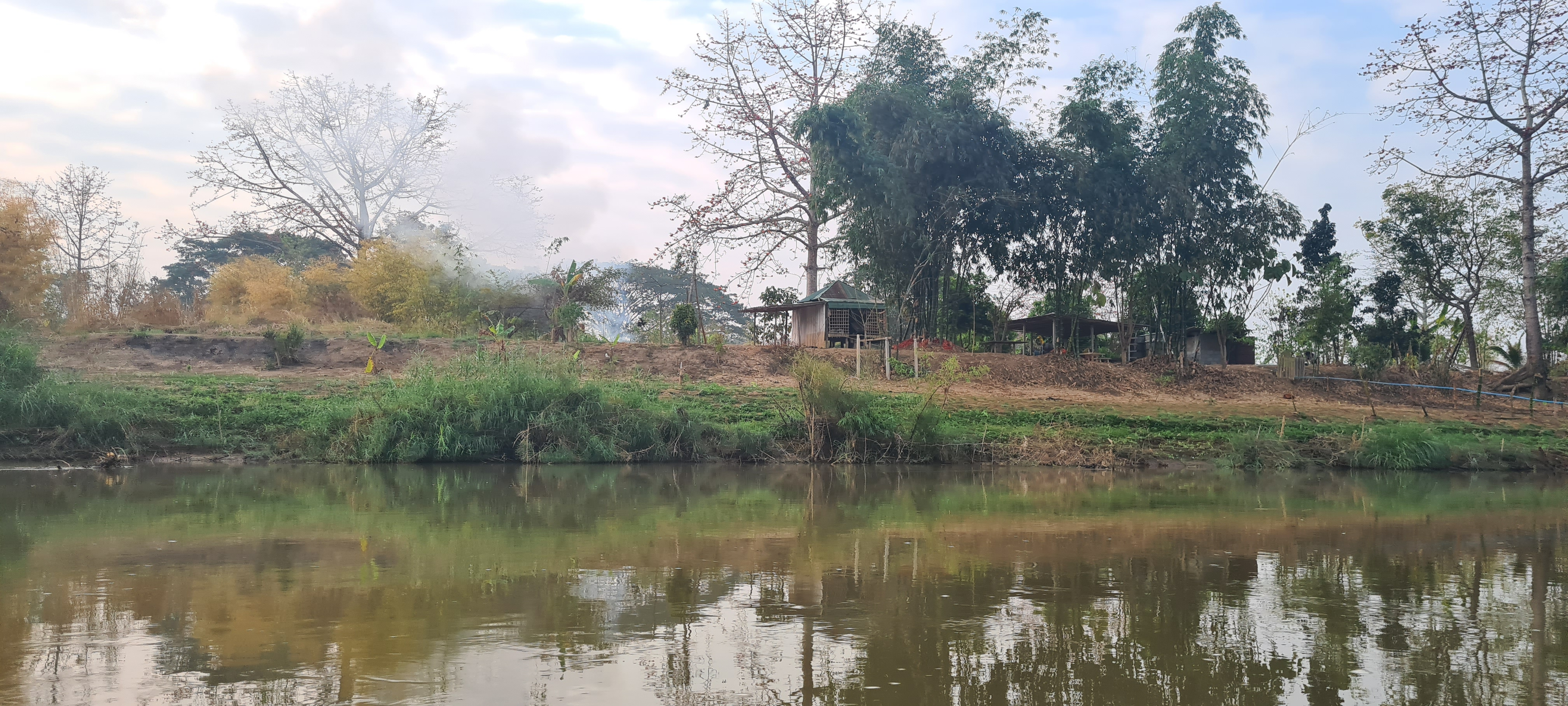
Habitation
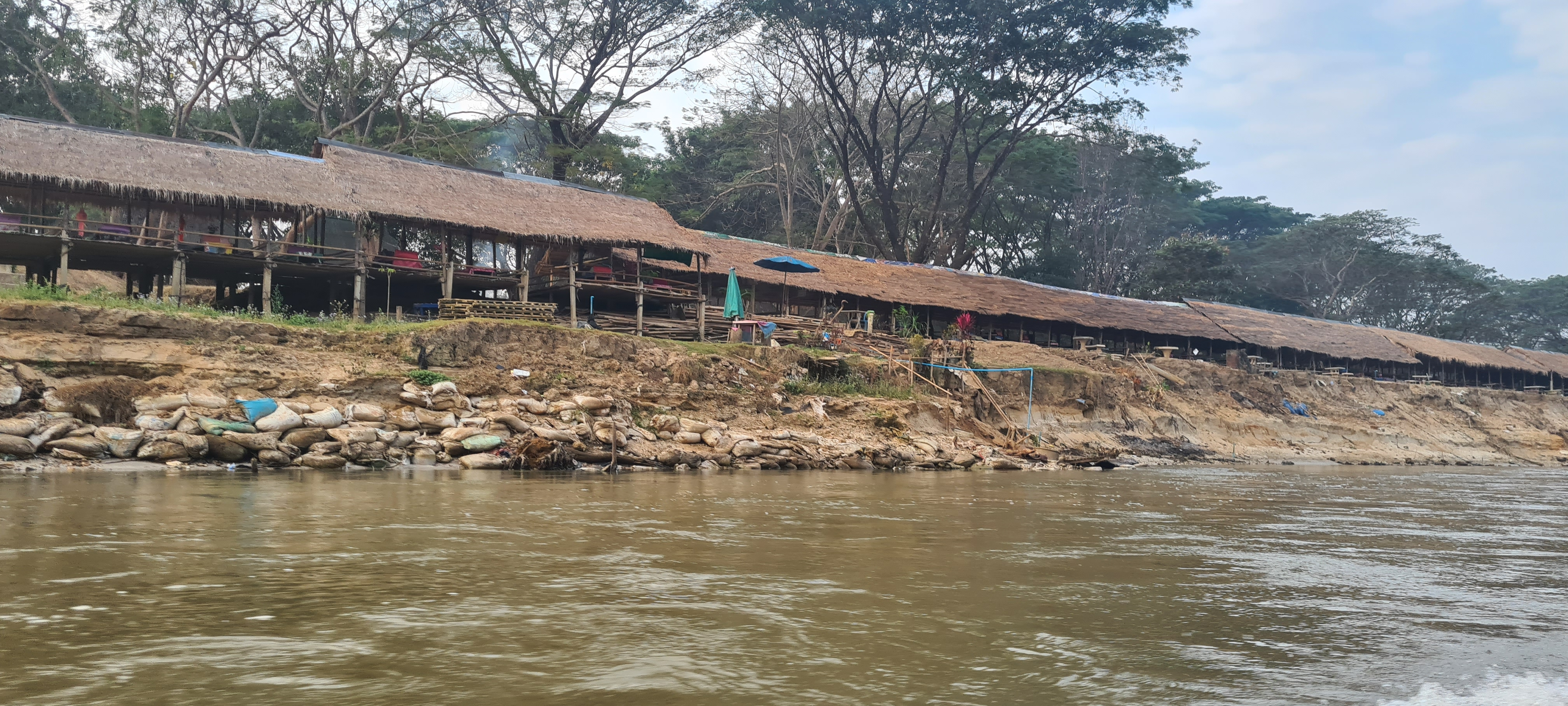
Village sur pilotis (à proximité du Bouddha de Wat Tham Phra)
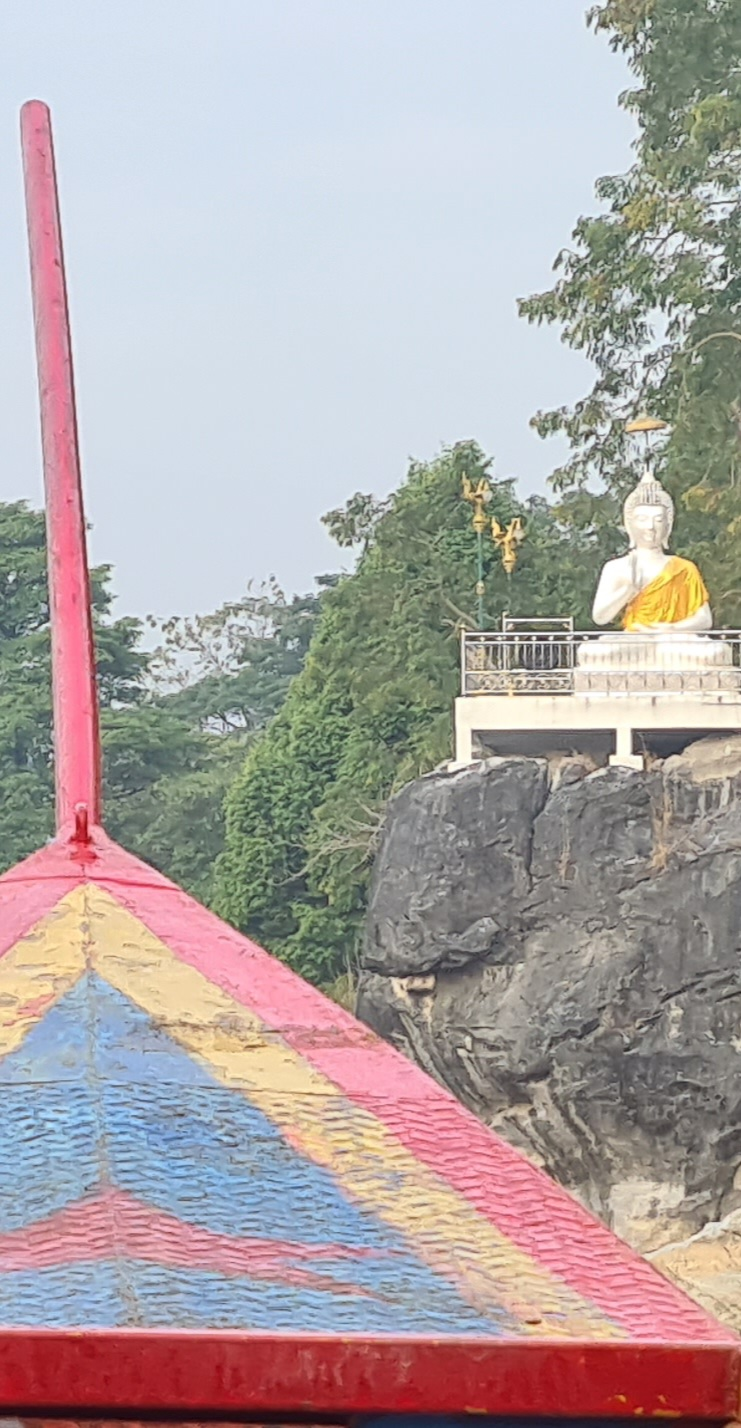
Statue de Bouddha sur son rocher, Wat Tham Phra, Ban Pa Ngio
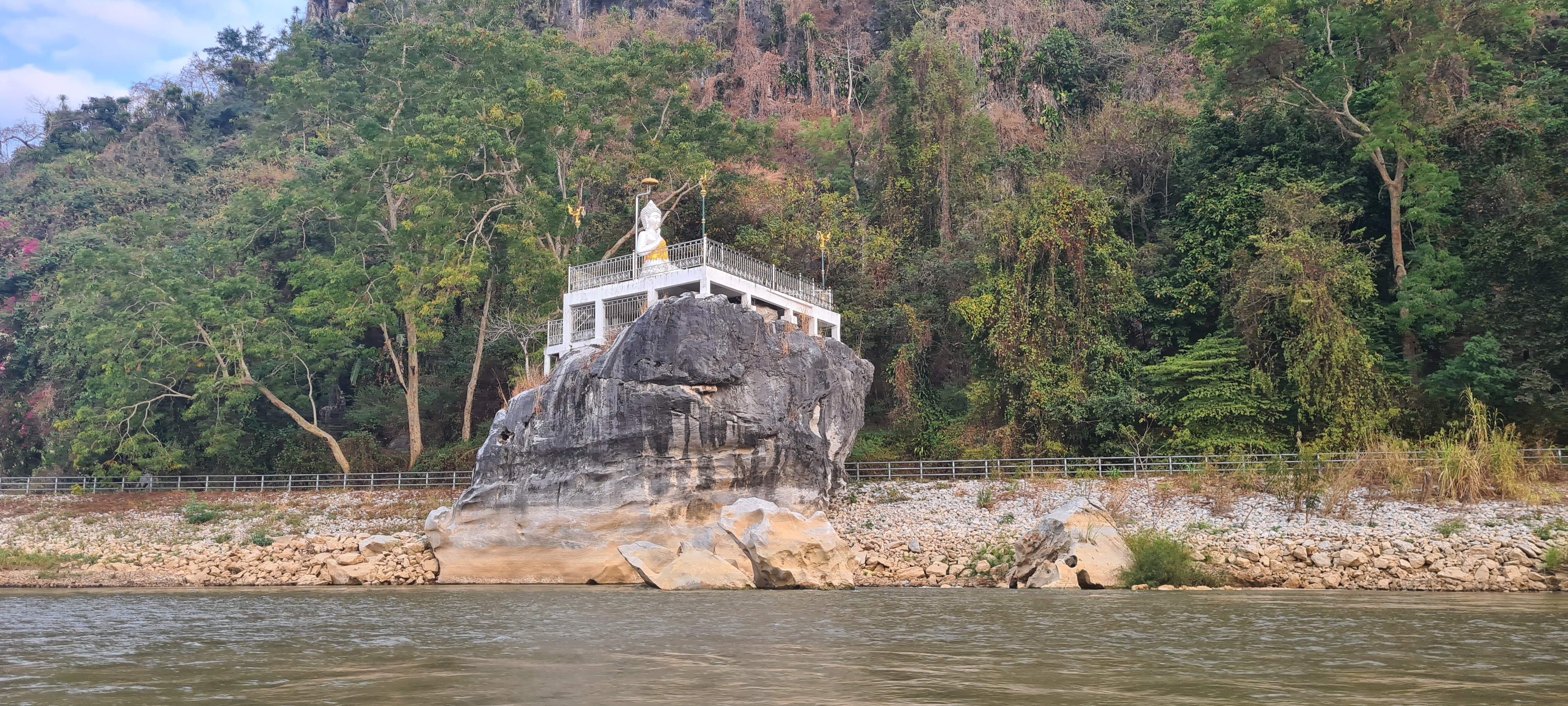
Statue de Bouddha sur son rocher, Wat Tham Phra (Buddha Cave Temple)
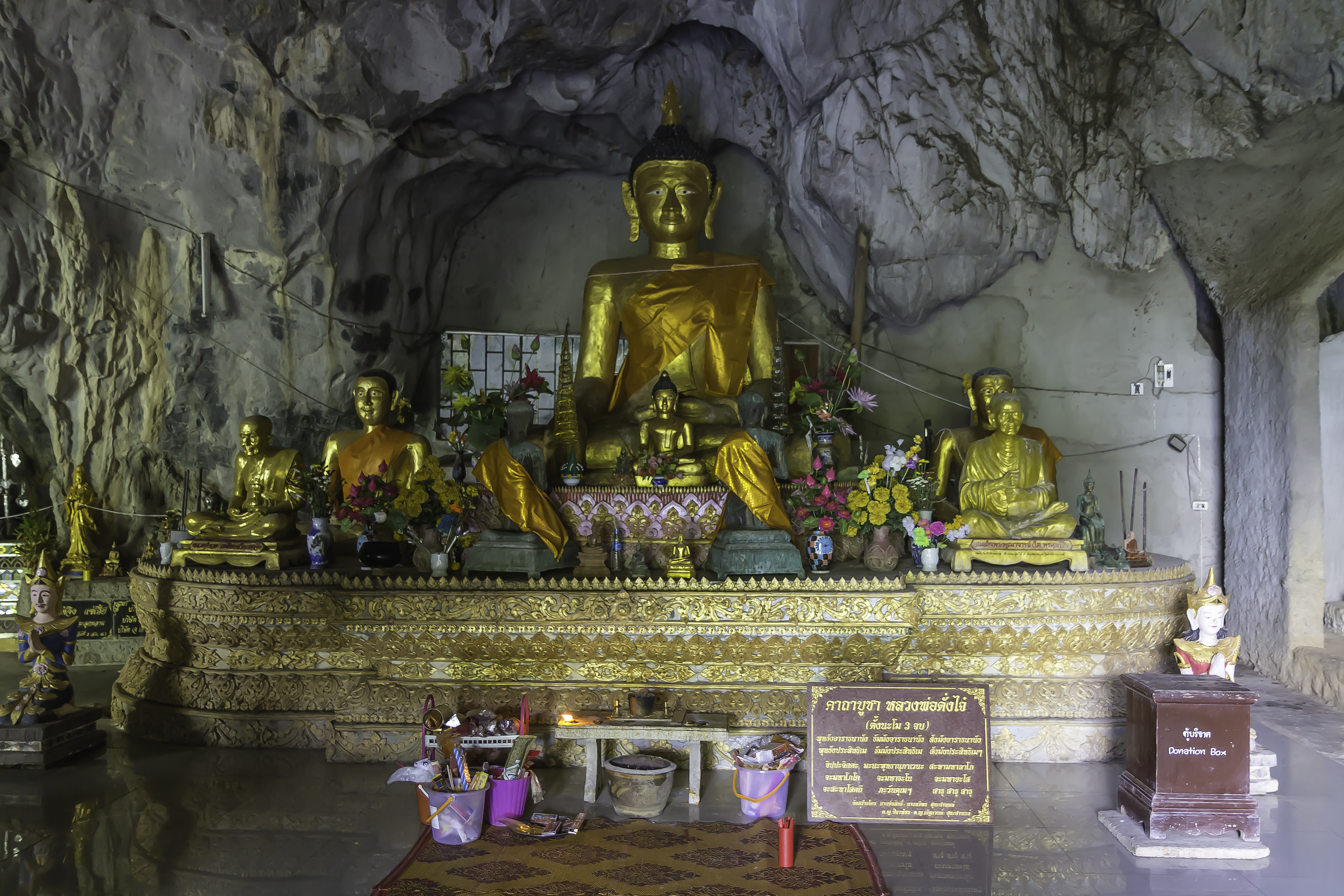
Grotte de Wat Tham Phra
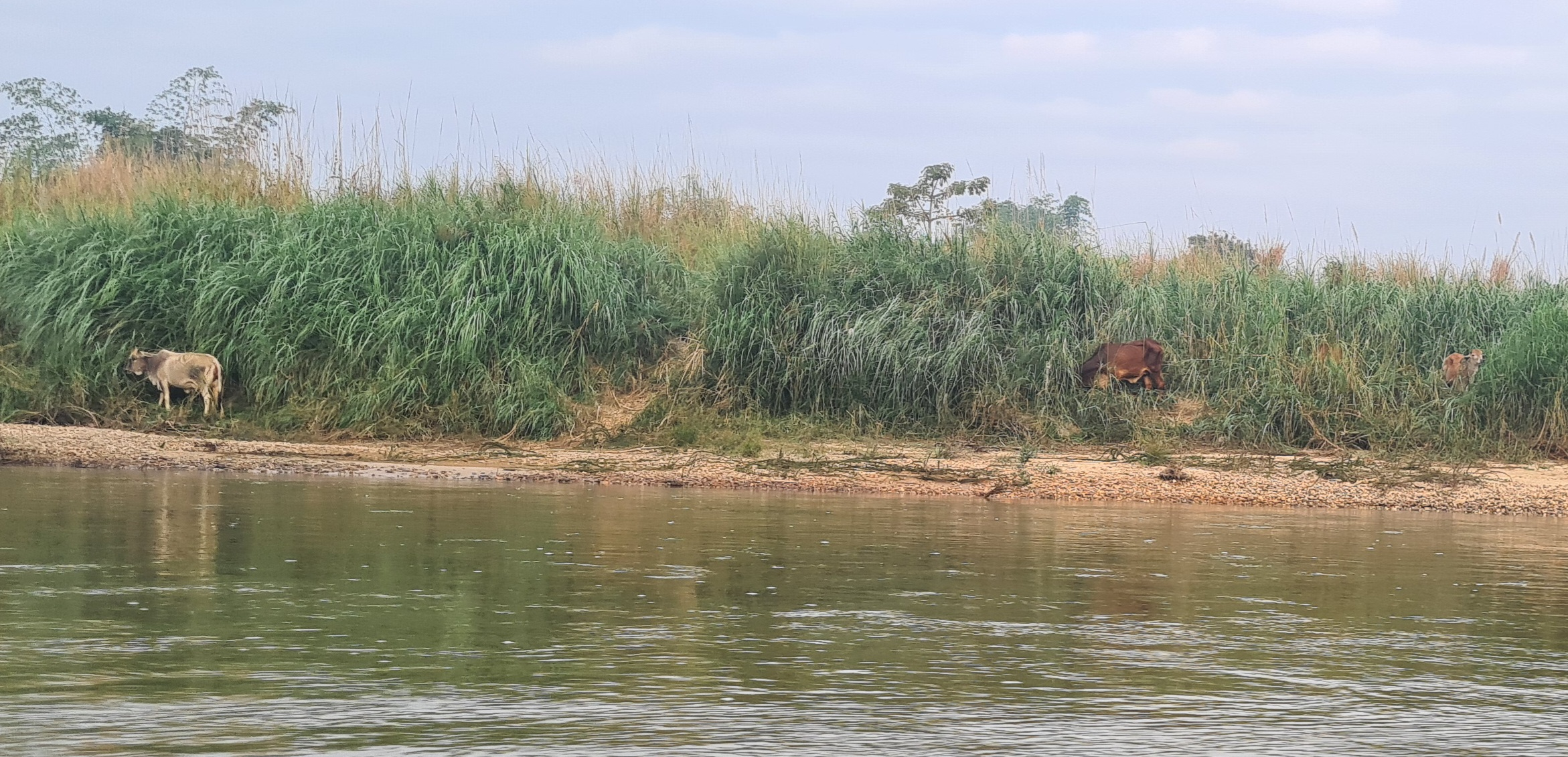
Vaches le long des berges herbeuses
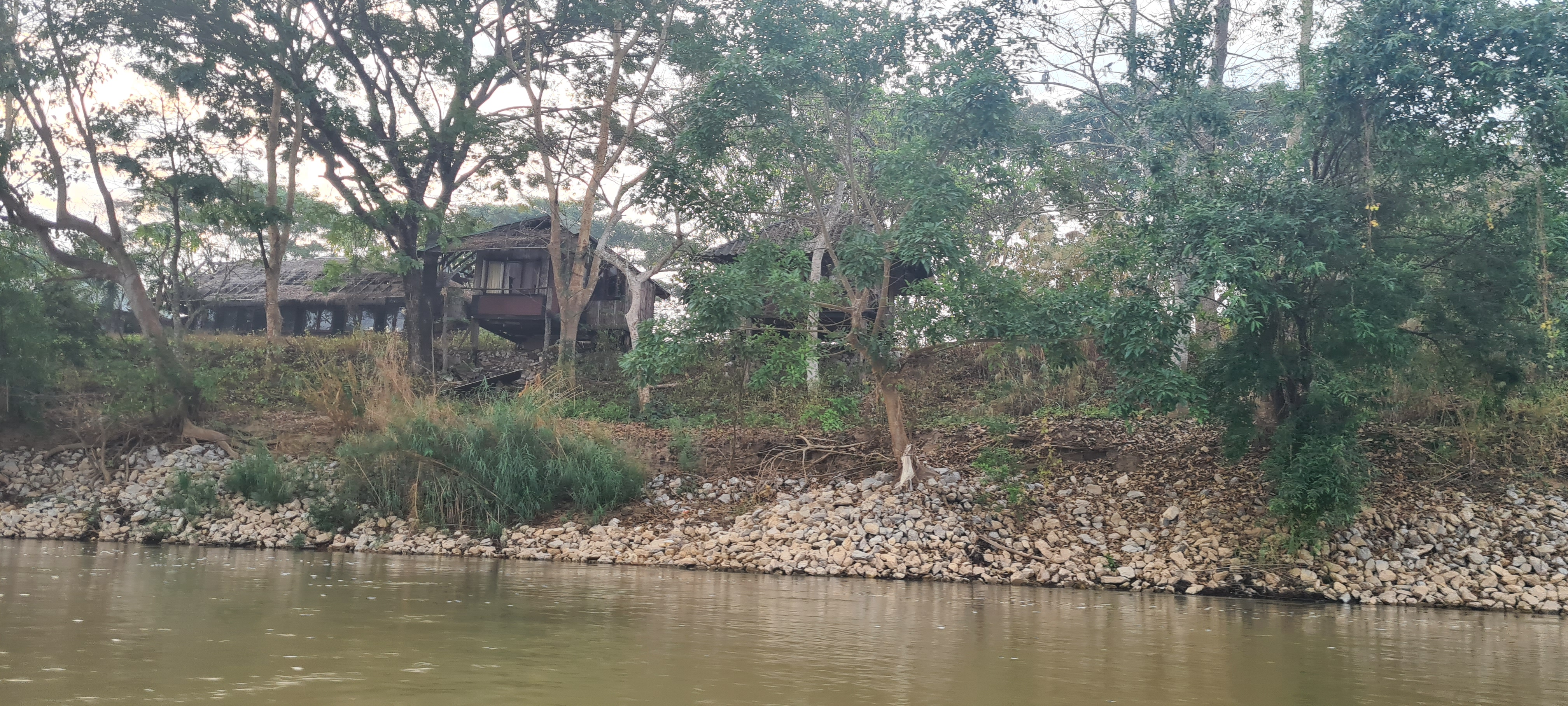
Maisons sur pilotis en ruines
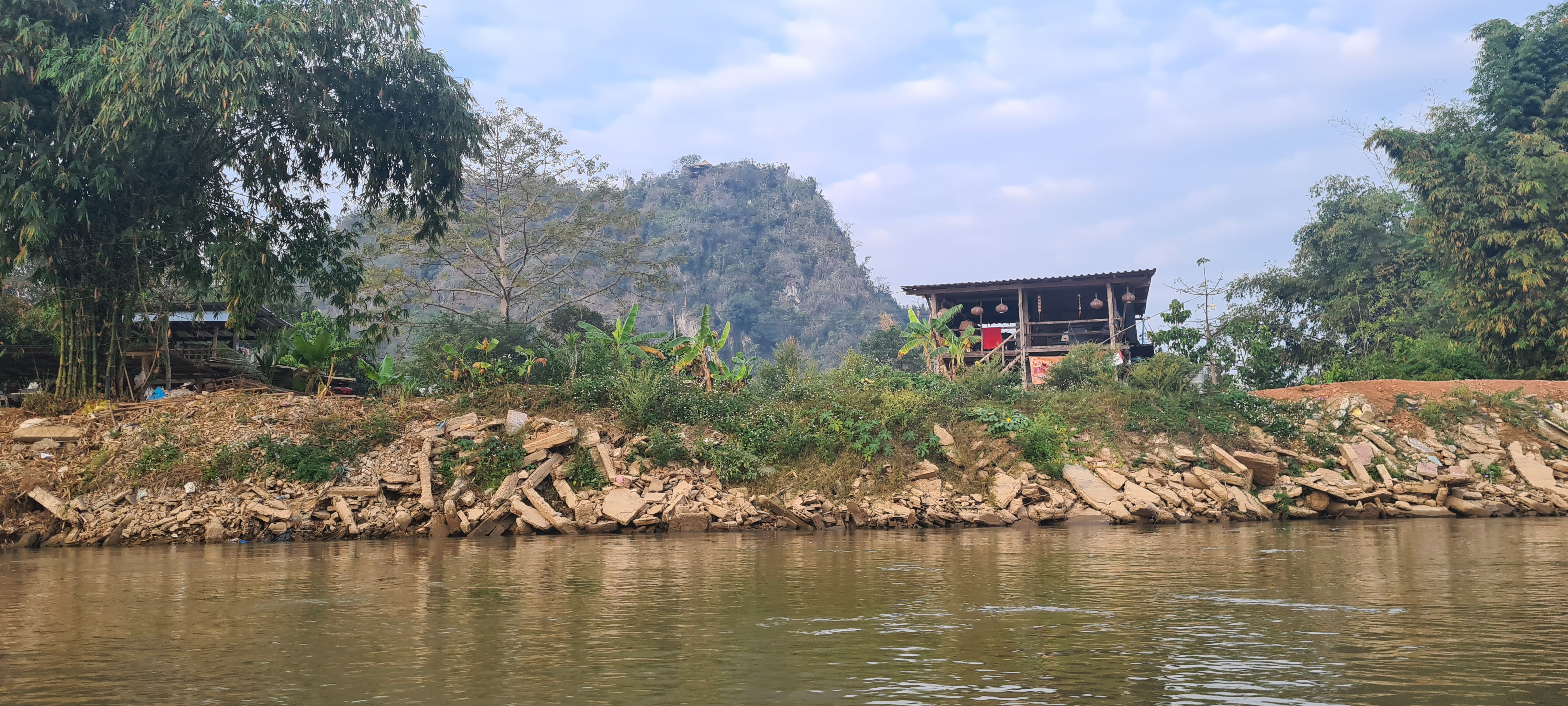
Maison sur pilotis habitée en bon état
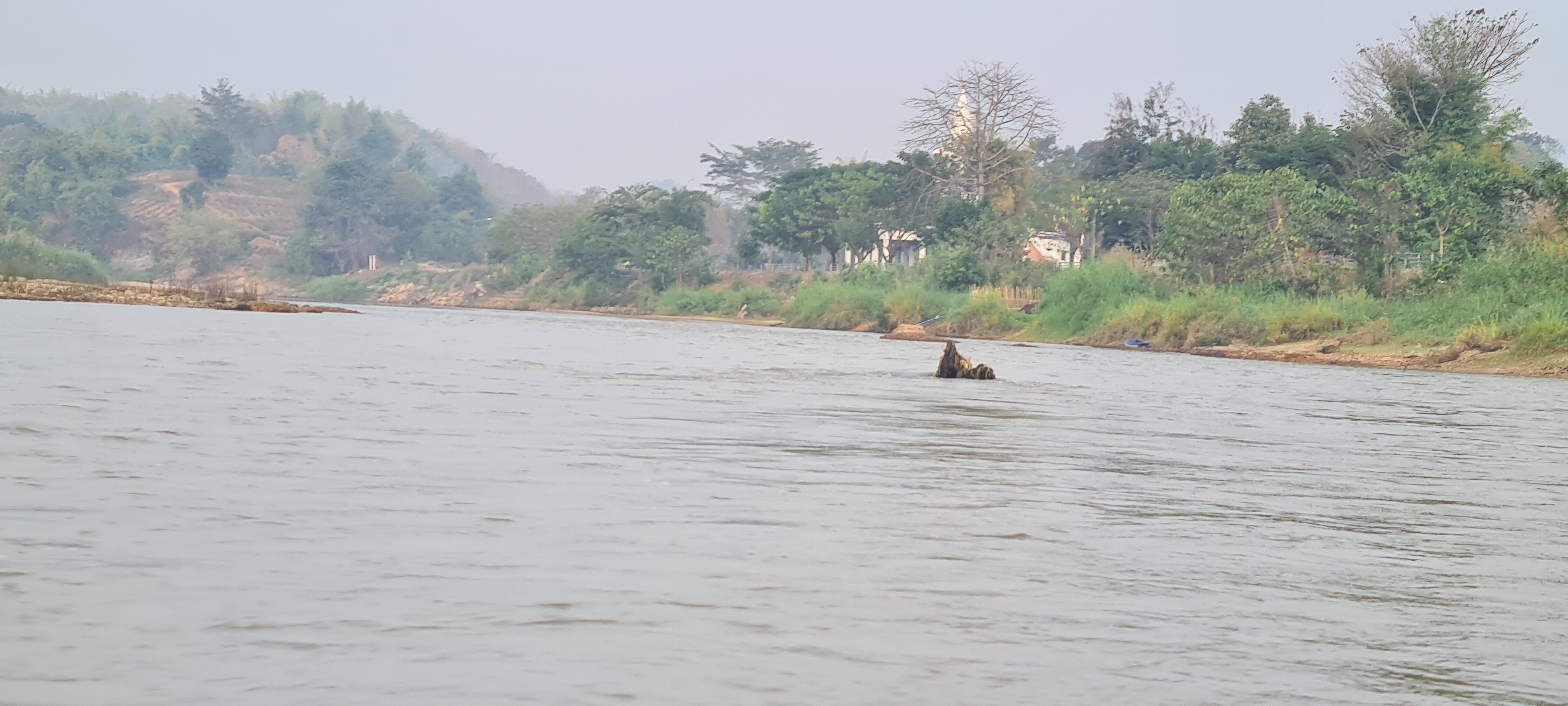
Navigation difficile : rochers à fleur d'eau (écueils), bancs de sable, bas fonds...
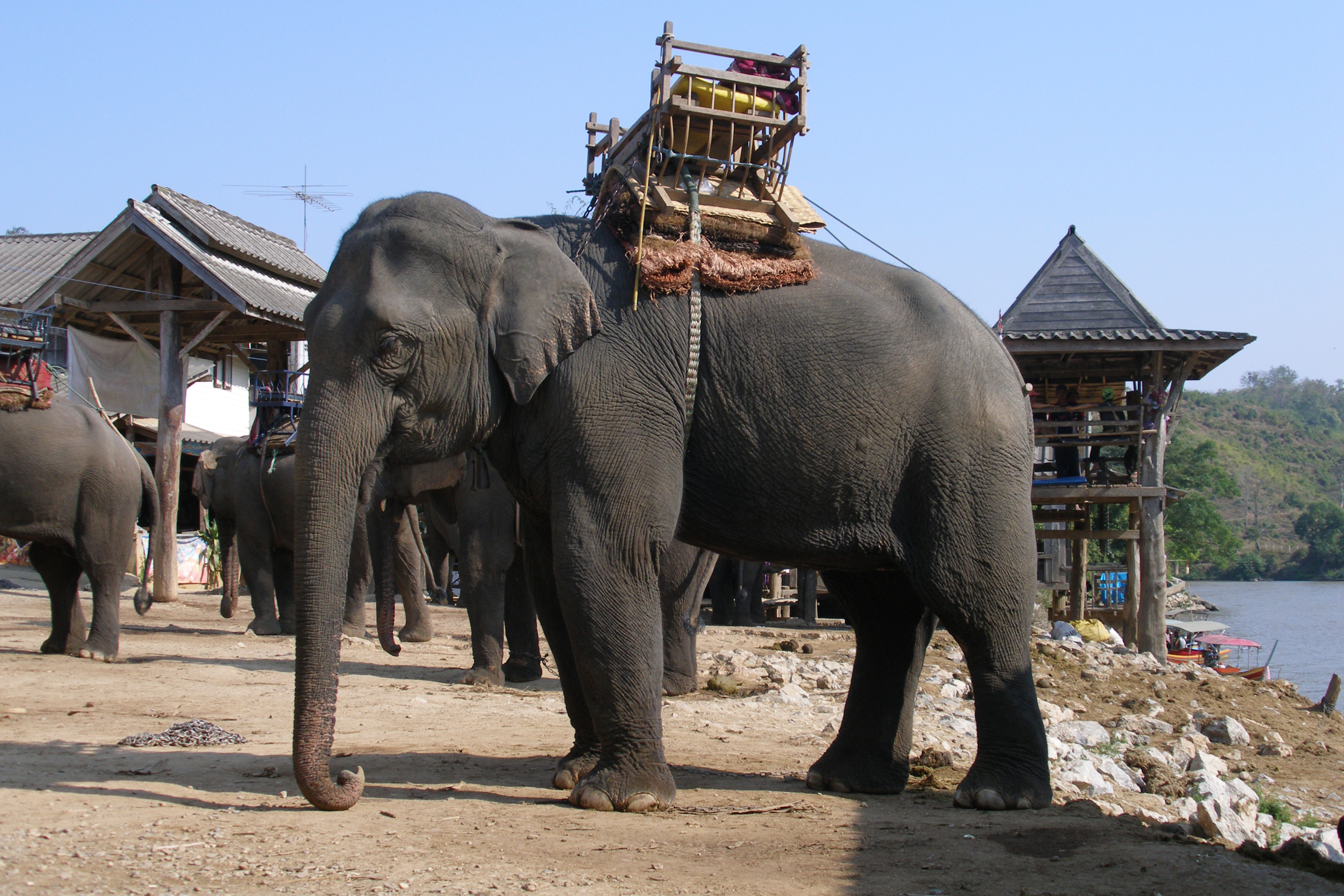
Éléphant avec chaise à éléphant (howdah), village Karen de Ruammit

## Aménagements et écologie

### Histoire

#### Top Gear
En octobre 2013,, l'équipe de Top Gear construisit un pont au dessus de la rivière Kok dans leur « Spécial Birmanie ». Le pont devait à l'origine être construit sur la rivière Kwaï mais la Kok fut choisi « par accident ». L'épisode a été diffusé en deux parties les 9 et 16 mars 2014.